# Yang Seung-kook
Yang Seung-kook ((양승국?, 楊成国?); Pyongyang, 19 agosto 1944) è un ex calciatore nordcoreano, di ruolo attaccante.

## Carriera
Rappresentò la sua nazione ai mondiali di Inghilterra del 1966, dove realizzò una rete contro il Portogallo. Nello stesso campionato mondiale aveva anche giocato la vittoriosa partita contro l'Italia nella fase a gironi.
A livello di club giocò per il Kikwancha Pyongyang.